# ایمی‌پرامین
ایمی‌پرامین که با نام تجاری Tofranil فروخته می‌شود، یک داروی ضد افسردگی سه‌حلقه‌ای (TCA) است که عمدتاً در درمان افسردگی استفاده می‌شود. همچنین در درمان اضطراب و اختلال هراس مؤثر است. از این دارو، برای معالجه شب‌ادراری و پیشگیری از سردردهای میگرنی نیز استفاده می‌شود. ایمی پرامین از طریق دهانی مصرف می‌شود. یک فرم طولانی مدت برای تزریق به عضله نیز موجود است. برای درمان برخی دیگر از اختلالات روانی مانند فوبیا اجتماعی، دردهای عصبی و همچنین در مقدار کم برای کنترل شب ادراری در کودکان بزرگتر از ۶ سال به‌کار می‌رود.
این دارو در دو شکل قرص و آمپول موجود است. اما تزریق عضلانی دارو به ندرت مورد استفاده‌است.به نظر می‌رسد که ایمی پرامین با افزایش سطح سروتونین و نوراپی نفرین و مسدود کردن گیرنده‌های خاص سروتونین، آدرنرژیک، هیستامین و کولینرژیک کار می‌کند.

## تاریخچه
در سال ۱۹۵۵ رولند کان روانپزشک سوئیسی که از ابتدای دهه ۱۹۵۰ برای به دست آوردن دارویی مؤثر بر بهبود روحیه تلاش می‌کرد، متوجه شد ترکیب G 22355 که در سال ۱۹۵۱ در ایالات متحده توسط هافلیگر و اشنایدر ساخته شده بود، تأثیر مثبتی بر بیماران افسرده با عقب‌ماندگی ذهنی دارد. کان این دارو را «تیمولپتیک» (thymoleptic) به مفهوم نگهدارنده هیجانات - در برابر داروهای موسوم به «نورولپتیک» (neuroleptics)- به مفهوم نگهدارنده اعصاب نامید.

## موارد مصرف
ایمی پرامین در درمان افسردگی و برخی از اختلالات اضطرابی استفاده می‌شود. در اثر بخشی به داروی ضد افسردگی موکلوبماید مشابه است. همچنین به دلیل توانایی آن در کوتاه کردن زمان خواب مرحله موج دلتا، در جایی که خیس شدن هنگام شب ادراری رخ می‌دهد، از آن برای درمان شب ادراری شبانه استفاده شده‌است. سطح خون بین ۱۵۰ تا ۲۵۰ نانوگرم در میلی لیتر از ایمی پرامین به همراه متابولیت آن دیسپرامین به‌طور کلی باعث ایجاد اثر ضد افسردگی می‌شود.

## عوارض جانبی
مهمترین ناراحتی‌هایی که مصرف‌کنندگان ایمیپرامین ابراز می‌کنند آثار آنتی کولینرژیک (مانند خشکی دهان، تاری دید، کاهش ضربان قلب، یبوست و تأخیر در دفع ادرار است. خواب آلودگی و گیجی نیز از مسائل برخی از بیماران است. البته به مرور نسبت به این آثار تحمل ایجاد می‌شود. همچنین در مورد بیماران بالای ۴۰ سال پیش از تجویز دارو انجام الکتروکاردیوگرام برای ارزیابی کار قلب توصیه می‌شود.اثرات کاهنده فشار خون کلونیدین در صورت مصرف همزمان با این دارو ممکن است کاهش یابد.

## موارد منع مصرف
ایمی پرامین در رده D بارداری قرار دارد و در دوران بارداری و شیردهی منع مصرف کامل دارد. این دارو در افرادی که دارای اختلالات شدید کبدی و کلیوی دارند نباید استفاده شود. در بیمارانی با سابقه مشکلات قلبی و عروقی و سابقه سکته قلبیبهتر از سایر داروهای جایگزین ایمی پرامین استفاده شود. همچنین لازم به ذکر است که مصرف این دارو در افرادی داری بیماری آب‌سیاه، هیپرتروفی پروستات و سابقه تشنج، مشکلات تنفسی و اختلالات خونی ایمی پرامین باید با احتیاط مصرف شود. 